# 于懋

于懋（1429年—1488年），字文勉，山東登州府萊陽縣人，明朝政治人物。進士出身。

## 生平
景泰四年（1453年）癸酉科山東鄉試第六十九名。天順元年（1457年）丁丑科會試第四十七名，殿試登進士第三甲第六十二名。授工部虞衡司主事，监督臨清砖厂，满三载，調任吏部文选司主事，遷员外郎，丁外艰。服闋，改礼部祠祭司员外郎，升精膳司郎中。尋升河南右参议、左参政等职。因忠直无私，冒犯权贵，成化二十三年（1487年）被贬任广西右参议，弘治元年赴任時得热病，二月二日到达梧州府時病逝，享年六十歲。

## 家族
曾祖于浩彥。祖父于禮全。父亲于景昌，母荆氏。次子于凤喈。